# Зубер-Яникум, Надежда Ефремовна
Надежда Ефремовна Зубер-Яникум (4 мая 1925, Ленинград, СССР, 25 апреля 1996, Санкт-Петербург, Россия) — ленинградский историк, кумранист. Ученица С. Я. Лурье, Б. А. Романова, М. В. Чуракова.

## Биография
Родилась 4 мая 1925 г. в Ленинграде. Ее отец Ефрем (Афраим) Абрамович Зубер был врачом-инфекционистом, полковником медицинской службы, мать Серафима Захаровна Зубер-Яникум заведовала рабфаком ЛЭТИ. Училась в школе № 2 Куйбышевского района (бывшая Анненшуле)
В 1941 г. она поступила на курсы РОКК’а и работала медсестрой сформированного в Вологде санитарного поезда, где ее отец был главврачом. В 1943 г. она окончила среднюю школу и уехала в Челябинск, год училась в медицинском институте, но в апреле 1944 г. вернулась в Ленинград и поступила на исторический факультет Ленинградского государственного университета.
В университете посещала семинар профессора Б. А. Романова, посвященый древнерусским источникам, спецсеминары М. В. Чуракова по истории Арабского халифата и Египта. М. В. Чураков стал руководителем ее дипломной работы «Панисламизм, его роль в восстании Араби-паши в Египте и последующее вырождение в оружие империализма». В июне 1949 г. получила диплом историка, но не могла устроиться на работу, — в стране началась кампания борьбы с космополитами, совпавшая с Ленинградским делом. Из университета уволили С. Я. Лурье, декана истфака Н. А. Корнатовского арестовали. В 1950—1960 гг работала учителем в средней школе поселка Волосово, затем была школьным библиотекарем в Ленинграде и, наконец, стала преподавать историю в 167 й вечерней средней школе Кировского района, которая позднее объединилась со 164 й школой рабочей молодежи при Ждановском судостроительном заводе. В апреле 1955 г. она вступила в партию и в сентябре 1978 г. вышла на пенсию. Она стала прекрасным педагогом, но настоящим ее призванием была история. С конца 50-х годов и до конца своих дней занималась исследованием кумранских рукописей.
После смерти Надежды Ефремовны в 1996 г. остались разрозненные бумаги. Наиболее ранние записи посвящены Дидахе, они датируются концом 50‑х – началом 60‑х годов. В 70–90‑е годы Н.Е. продолжала разработку своей теории возникновения христианства. Результатом были рукописи, посвященные Дамасскому документу, кумранским Комментариям, Посланиям Павла, Пастырю Гермы, Евангелию Петра.
Друг и ученик Надежды Ефремовны А. Е. Грузов подготовил эти записи к публикации. В 2002 году сборник Зубер-Яникум Н. Е. «Основные этапы формирования мессианско-эсхатологического культа Учителя праведности от Кумрана до новозаветного канона: Рукописи /Ред. и сост. примеч. А. Е. Грузов. — СПб., 2002.» был издан тиражом в 24 экземпляра для друзей и рассылки по библиотекам. Затем, в издательстве Алетейя книга вышла в 2004 году тиражом в 1000 экземпляров.
Книга содержит очерк теории возникновения христианства. В книге рассмотрена эволюция статуса мессии и параллельное изменение статуса эсхатологической общины от Устава yahad (1Q S) до канонических Евангелий.
В приложении к сборнику рукописей включена статья: Н. Е. Зубер, А. Е. Грузов. «К вопросу о датировке кумранского фрагмента Комментария на книгу пророка Исайи (4Q 161)». Статья датирует один из кумранских текстов, Комментарий на книгу пророка Исайи, временем высадки Ирода в Палестине, датирует с точностью практически до года.